# カナール・サン・ボーヴォ
カナール・サン・ボーヴォ（イタリア語: Canal San Bovo）は、イタリア共和国トレンティーノ＝アルト・アディジェ州トレント自治県にある、人口約1,500人の基礎自治体（コムーネ）。

## 地理

### 位置・広がり
トレント自治県北東部、ヴァッレ・ディ・プリミエーロに位置する集落。ヴァッレ・ディ・プリミエーロの中心集落であるフィエーラ・ディ・プリミエーロから西南西へ8km、県都トレントから東へ48kmの距離にある。

#### 隣接コムーネ
隣接するコムーネは以下の通り。括弧内のBLはベッルーノ県所属を示す。
- カステッロ・テジーノ
- チンテ・テジーノ
- イメール
- ラモーン (BL)
- メッツァーノ
- ピエーヴェ・テジーノ
- プレダッツォ
- プリミエーロ・サン・マルティーノ・ディ・カストロッツァ (シロール)
- ソヴラモンテ (BL)
- ジアーノ・ディ・フィエンメ

## 行政

### 分離集落
カナール・サン・ボーヴォには、以下の分離集落（フラツィオーネ）がある。
- Caoria, Cicona, Gobbera, Prade, Ronco, Zortea

### Comunità di valle
トレント自治県が設置した広域行政組織 Comunità di valle のひとつ「プリミエーロ」 (it:Comunità di Primiero)  （事務所所在地：旧トナディーコ）に含まれる

## 住民

### 言語
| 少数言語話者の割合（2011年） | 少数言語話者の割合（2011年） | 少数言語話者の割合（2011年） | 少数言語話者の割合（2011年） | 少数言語話者の割合（2011年） |
| ---------------------------- | ---------------------------- | ---------------------------- | ---------------------------- | ---------------------------- |
|                              |                              |                              |                              |                              |
| ラディン語                   | ラディン語                   |                              | 0.3%                         | 0.3%                         |
| モケーニ語                   | モケーニ語                   |                              | 0.0%                         | 0.0%                         |
| チンブロ語                   | チンブロ語                   |                              | 0.0%                         | 0.0%                         |

2011年10月9日に行われた国勢調査によれば、若干のラディン語話者がいる。

## 姉妹都市
- チヴィテッラ・アルフェデーナ、イタリア